# Cá mập bò mắt trắng
Cá mập bò mắt trắng, Carcharhinus leucas, còn được gọi là cá mập Zambezi ở Phi châu và cá mập Nicaragua ở Nicaragua là một loài cá mập phổ biến rộng rãi trên thế giới sống trong những vùng nước ấm và cạn dọc theo bờ biển và sông ngòi. Cá mập bò mắt trắng được biết đến do chúng hung hăng, thích nước nông và hay có mặt ở những vùng nước lợ hay nước ngọt gồm có cửa sông và sông. Chúng có thể sống cả trong nước biển và nước ngọt và có thể sống trong sông sâu trong đất liền. Chúng đã được tìm thấy ở Indiana, Mỹ trong sông Ohio. Chúng có lẽ là loài cá mập đã tấn công con người trong những vụ tấn công gần bãi biển, kể cả trong những vụ tưởng là do những loài cá mập khác. Cá mập bò mắt trắng không thật sự là cá nước ngọt mặc dù nó thể sống trong nước ngọt không giống như là loại cá mập sông thuộc chi Glyphis.

## Chế độ ăn uống
Chế độ ăn uống một con cá mập bò mắt trắng bao gồm chủ yếu là các loài cá xương và cá mập, trong đó có cá mập bò mắt trắng khác, nhưng cũng có thể bao gồm rùa, chim, cá heo, động vật có vú trên cạn, động vật giáp xác, động vật da gai và cá đuối gai độc. Chúng săn trong vùng nước âm u bởi vì khó khăn hơn cho các con mồi phát hiện nó.

## Hình ảnh

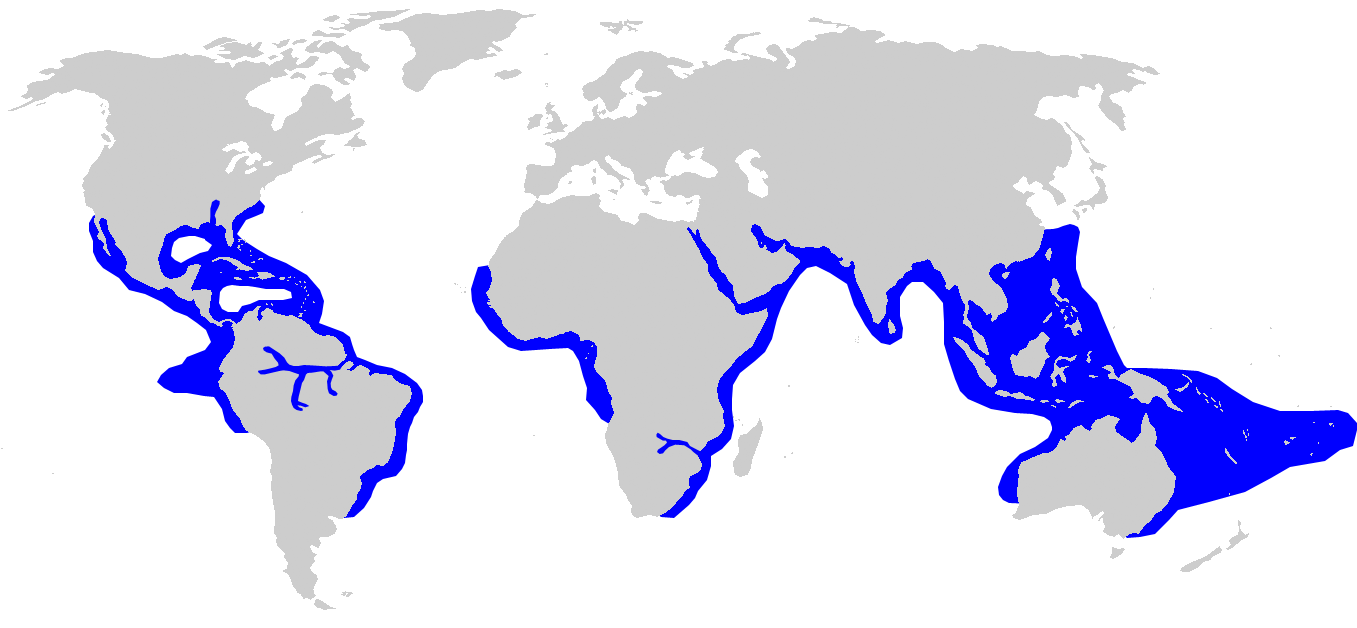
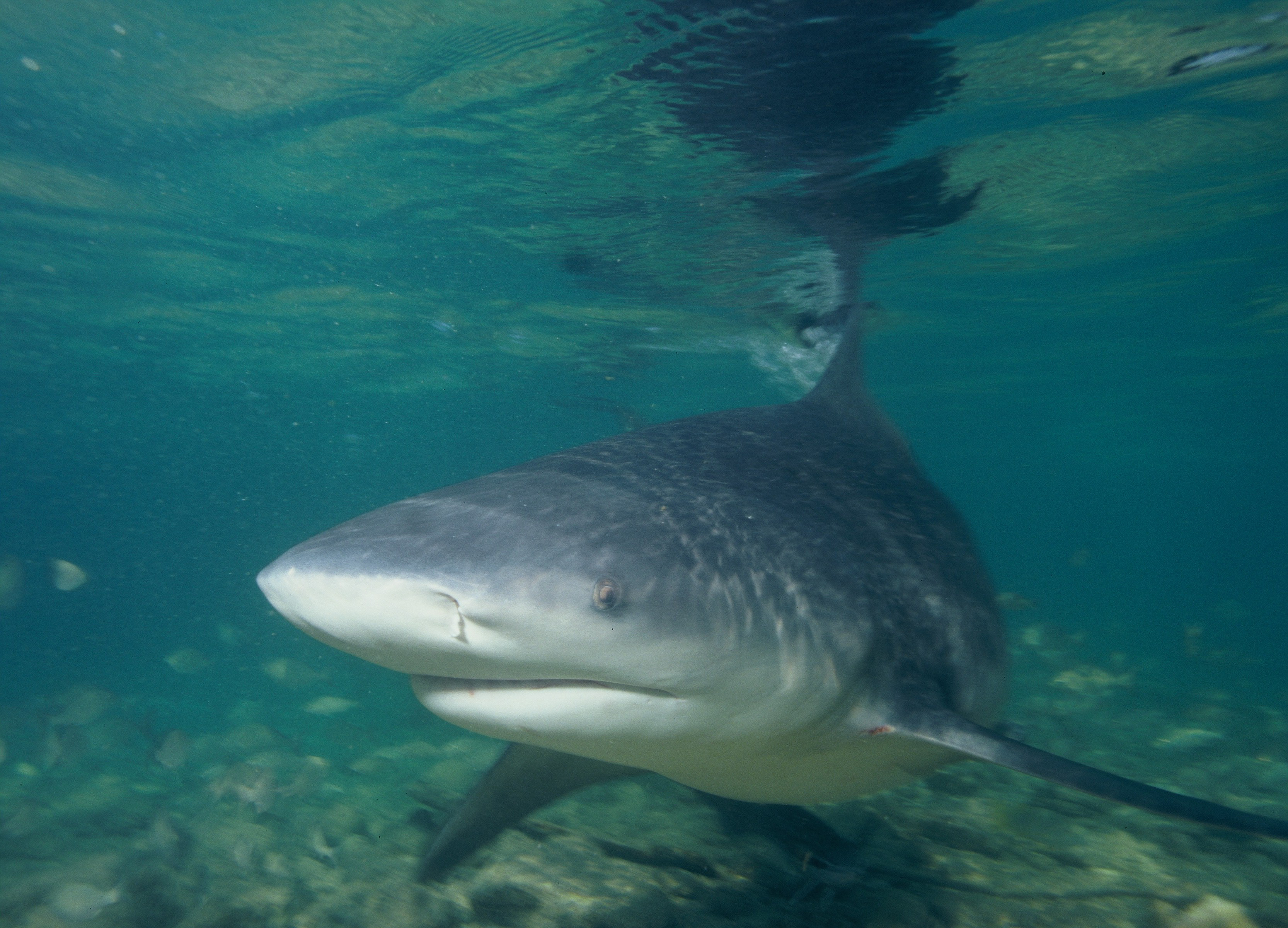